# 大行政区行政委员会

中华人民共和国認定之大行政区劃圖（1952—1953年省级行政区划）(含聲稱但未統治領土範圍，並未展示當時未確認之領土邊界)

行政委员会是中华人民共和国建国初期在各个大行政区设立的代表中央人民政府的行政机关。

## 设立
1952年4月18日，中央人民政府委员会第十四次会议决定撤销中央人民政府华北事务部，设立政务院华北行政委员会。
1952年11月15日中央人民政府委员会第十九次会议通过《关于改变大行政区人民政府（军政委员会）机构与任务的决定》，决定撤销五个大行政区人民政府（军政委员会）即东北人民政府、西南军政委员会、华东军政委员会、西北军政委员会、中南军政委员会，相应设立五个大区行政委员会，作为代表中央人民政府在各该地区进行领导与监督地方政府的机关。大区行政委员会主席、副主席和主要的行政人员由政务院提请中央人民政府委员会任免。

## 成立次序
各大區行政委员会成立次序如下：
1. 中央人民政府华东行政委员会，1952年12月2日；
2. 中央人民政府中南行政委员会，1953年1月21日；
3. 中央人民政府东北行政委员会，1953年1月23日；
4. 中央人民政府西北行政委员会，1953年1月27日；
5. 中央人民政府华北行政委员会，1953年2月6日；
6. 中央人民政府西南行政委员会，1953年2月28日。